# كاتينا (تربة)

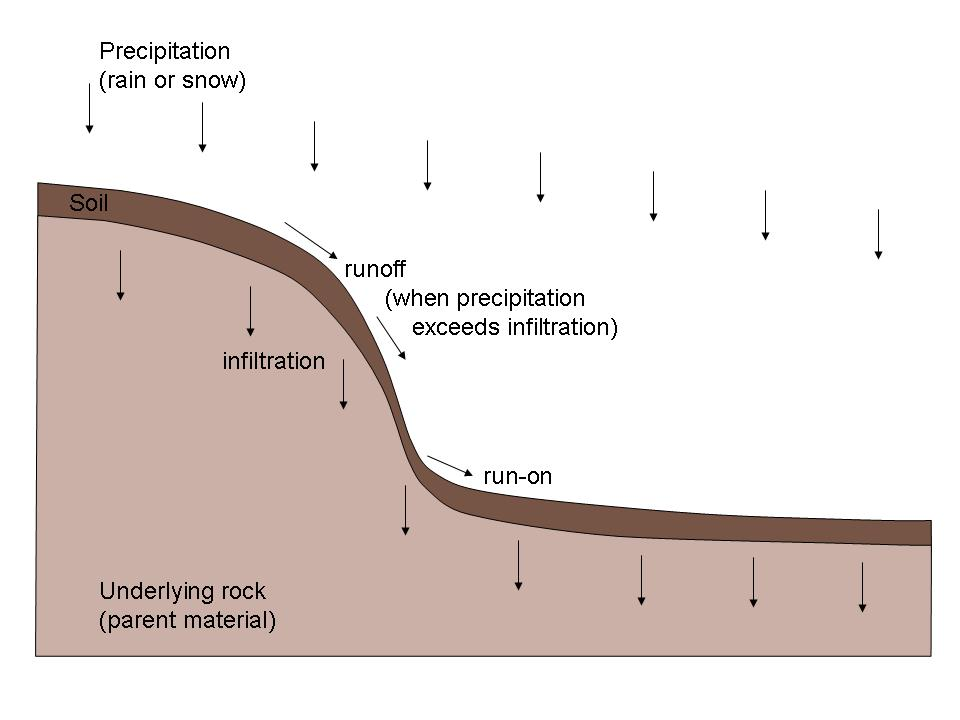
السلسلة هي عبارة عن سلسلة من التربة أسفل منحدر، تم إنشاؤها من خلال توازن العمليات مثل هطول الأمطار والتسلل والجريان السطحي.

كاتينا (بالإنجليزية: Catena)‏ في علم التربة هي سلسلة من الترب المتميزة التي تتطور معًا وتصطف على منحدر واحد. حيث أن كل نوع من التربة أو "وجهها" يختلف إلى حد ما عن جيرانه، ولكنها كلها تحدث في نفس المناخ وعلى نفس المادة الأم الأساسية. تتمتع تربة كاتينا الناضجة بحالة توازن حيث تكون عمليات الترسيب والتآكل في حالة توازن.

## المفهوم
يستخدم مصطلح تربة كاتينا لوصف التباين الجانبي في التربة فوق منحدر التل. وقد نشأ مفهوم كاتينا في وسط أوغندا بواسطة الكيميائي دبليو إس مارتن لوصف تسلسل منحدر تلال محطة أبحاث منطقة بوكالاسا. صاغ العالم جيفري ميلن مصطلح كاتينا لأول مرة لوصف وحدات تضاريس تلك التربة.[بحاجة لمصدر]
طُوّر هذا المفهوم بهدف تحليل التباين المنتظم للتربة عبر المنحدر. ويتمثل مثال هذا التطور أولاً في مكون هيكلي، وهو النمط المتكرر لبعض التربة في مقطع عرضي للمناظر الطبيعية حيث يكون لكل عنصر من عناصر المجموعة مكانه في السلسلة، والتربة لها مكانها في المناظر الطبيعية.

## التشكيل
يمكن تقسيم المنحدر إلى أقسام تُعرف بالتلال، والقمة، والمنحدر الأوسط، ومنحدر أصابع القدم الرسوبي. يميل التل أو القمة إلى تراكم المواد العضوية التي تسمح بتكوين سمك مناسب للتربة. تسعى أقسام المنحدرات أو القمم الأكثر انحدارًا إلى أن يتم تصريفها بحرية، بينما في الجزء السفلي من المنحدرات أو منحدرات القدم يكون هناك عادةً نسبة رطوبة أعلى وصرف رديء. ومن المعروف أيضًا أن تربة المنحدرات غنية بالطين والمواد العضوية.
يمكن أن يكون علم الخصائص الحجرية والتضاريس يشكلان الضوابط الأساسية التي تساعد في تطوير بعض سلاسل الكاتينا الصخرية مع الصخور الأم المتفككة بسهولة والتضاريس العالية التي تفضل إعادة توزيع الجسيمات وبالتالي تكوين تربة مميزة في مناطق مصدر الجسيمات ومناطق ترسب الأخيرة على طول المنحدر. يمكن أن تتطور الكتل أيضًا على المنحدرات المنخفضة، ولكن نظرًا لقلة الطاقة الكامنة المتاحة، يمكن السيطرة على إعادة توزيع الكتلة من خلال تدفق البلازما تحت السطح، وهو مزيج من المواد الصلبة المذابة والمعلقة في مياه التربة.

## نظام مفتوح

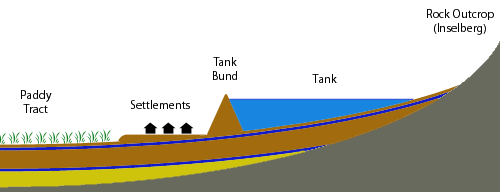
مقطع عرضي لسلسلة جبال المنطقة الجافة في سريلانكا يوضح العلاقة بين استخدام الأراضي الريفية

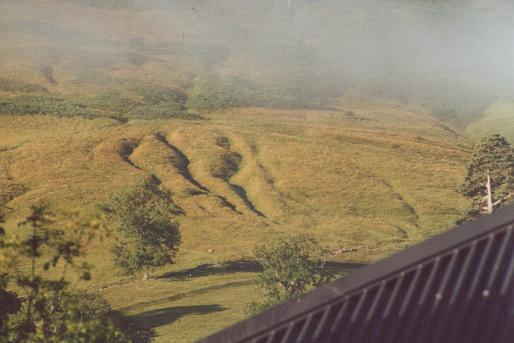
تُظهر الوديان في التربة الخثية الرطبة في اسكتلندا المكان الذي جريان فيه الماء، قبل أن يغوص في التربة العميقة في قاع السلسلة.

يتشكل السلسال عندما يكون المناخ مناسبا لذلك، بما في ذلك هطول الأمطار ومعدل التبخر الذي يجب أن يكون بنفس المستوى على المنحدر بأكمله، وعندما يمر وقت كافٍ للوصول إلى التوازن بين العمليات التي تجلب المواد إلى جانب ما والعمليات التي تأخذ المواد بعيدًا. مما يؤدي إلى تسلسل متوقع من جوانب التربة. وبالتالي فإن الكاتينا عبارة عن نظام مفتوح يحتوي على عمليات إدخال وإخراج مستمرة. وعلى منحدر أكثر انحدارًا في منتصفها، يكون التآكل (الجريان السطحي) أسرع، لذا تكون الجوانب عادةً أرق وأكثر جفافًا. وعلى العكس من ذلك، على منحدر ضحل في الجزء العلوي أو السفلي من الكاتينا، تكون التربة أكثر سمكًا وعمقًا. بالإضافة إلى ذلك، تفقد الأوجه العلوية مواد مثل الأملاح المعدنية عندما تطهيرها بواسطة المطر، بينما تكتسب الأوجه السفلية مواد أخرى.
يمكن أن تتكون الكاتينا على مواد أساسية مختلفة وفي مناخات مختلفة. مثلا، على الصخور الحمضية المتحولة غير المنفذة في مواسم هطول الأمطار الغزيرة في منطقة غرب اسكتلندا، تتكون السلسلة من الخث الحمضي السميك الذي يشكل مستنقعًا رطبًا على الجوانب الأكثر تسطحًا، وطبقات خثية رقيقة وأكثر جفافًا وأقل حمضية إلى حد ما على الجوانب الأكثر انحدارًا. وبالتالي فإن عمق التربة، ورطوبتها ودرجة الحموضة أو معدل الرقم الهيدروجيني، تتغير

## الأهمية
تكمن أهمية الكاتينا في تنوع تربتها عبر منطقة صغيرة مثل المنحدر. لإن فهم التربة التي تساعد في تشكيلها قد يسهل رسم خرائط التربة في منطقة معينة. ومن أجل ذلك، يتم أخذ العديد من مجالات الدراسة في الاعتبار عند دراسة الكاتينات، مما قد يساعد في فهم تأثير علم مياه التربة على تكوين التربة.
تعتبر الكاتينات موقعًا رائعًا لدراسة علوم التربة، نظرًا لأن مفهومها يركز على التاريخ الماضي لسطح الأرض، وعلم المياه، والتآكل، ونقل الرواسب، وباقي العمليات الجيولوجية.

## الفهرس
- Milne, G. (1936). "Normal erosion as a factor in soil profile development". Nature. ج. 138 ع. 3491: 548–549. Bibcode:1936Natur.138..548M. DOI:10.1038/138548c0. S2CID:4097936.
- Milne, G. (1947). "A soil reconnaissance journey through part of Tanganyika Territory December 1935 to February 1936". Journal of Ecology. ج. 35 ع. 1/2: 192–265. DOI:10.2307/2256508. JSTOR:2256508.
- Schaetzl, Randall J؛ Anderson, Sharon (2005). Soils: Genesis and Geomorphology. Cambridge University Press. ص. 469–474. ISBN:9780521812016.
- Waugh, David (2000). Geography: An Integrated Approach. Nelson Thornes. ص. 276. ISBN:9780174447061.